# Свети Климент Охридски (София)
„Свети Климент Охридски“ е българска православна църква, параклис на Богословския факултет на Софийския университет, разположен в центъра на столицата София.

## Местоположение
Храмът е разположен в Богословския факултет на площад „Света Неделя“ № 19.

## История
През пролетта на 1939 година Светият синод на Българската православна църква решава да се построи параклис в зданието на Богословския факултет, за нуждите на студентите. 
Изработката на иконостаса и на вратите с колонадите е дело на скулптора и резбар от Преспа Методи Балалчев. Иконите пък са възложени на иконописеца Николай Богданов-Белски – големи олтарни икони на Спасителя, Света Богородица, Свети Йоан Предтеча и Свети Климент Охридски; иконата „Тайната вечеря“ над царските двери, както и образа на разпятието над иконата и отделно стоящо разпятие с ликовете на Света Богородица и Свети апостол Йоан Богослов. Новият параклис е посветен на патрона на Софийския университет Свети Климент Охридски.
На 16 декември 1939 година митрополит Стефан Софийски полага на престола на параклиса осветен антиминс, осветява иконите и църковната утвар и отслужва вечерня. Присъстват всички митрополити на Българската екзархия, начело с наместник-председателя на Синода митрополит Неофит Видински и всички преподаватели и студенти от факултета. На 17 декември 1939 година митрополит Борис Неврокопски отслужва първата света литургия.
В 1978 година руският иконописец Николай Ростовцев изписва стенописите на храма. В 2006 година художникът Иво Ковачев–Мистрала изписва коридора с новозаветни сюжети, пресъздаващи евангелски събития и теми от Светото Предание. На тавана са изписани четири медальона на син фон със златни звезди – Христос Вседържител, Света Богородица Ширшая небес, Бог Саваот и Свети Йоан Кръстител, като при изобразяването им има възрожденски мотиви. На двете стени са изписани по две сцени от големите църковни празници – на едната Рождество Христово и Възкресение със Слизането на Христос в ада и освобождаването на душите, а на другата – Благовещение и Успение Богородично.
През 2023 година, като част от проявите за стогодишнината на Богословския факултет, е извършено обновление на олтара на храма, както и са изписани стенописи в средната част на параклиса. В храма се състои и кулминацията по повод 100 години Богословски факултет – архиерейска Света литургия на празника на Свети Климент Охридски.